# Remarque Institute
Das Remarque Institute zum Studium der amerikanisch-europäischen Beziehungen wurde 1995 unter der Leitung von Professor Tony Judt an der New York University eingerichtet. Es trägt den Namen des deutschen Schriftstellers Erich Maria Remarque, dessen Witwe Paulette Goddard der Universität ein großzügiges Erbe hinterließ.
Aufgabe des Instituts ist die Erforschung und die Diskussion Europas sowie die Förderung der Verständigung zwischen Amerikanern und Europäern.
Das Institut veranstaltet Vorlesungen, Fachtagungen und Kongresse. Mit seinen Beziehungen zu Universitäten und wissenschaftlichen Einrichtungen unterstützt es Forschungsreisende in den USA und in Europa.
Seit September 2007 hat es seine Aktivitäten auf die École normale supérieure in Paris ausgeweitet. In Zusammenarbeit mit dem dortigen Fachbereich für Geschichtswissenschaft organisiert und unterstützt es Forschungen zum Mittelmeerraum und zur europäischen Zeitgeschichte im Rahmen der Marie-Skłodowska-Curie-Maßnahmen des Europäischen Forschungsrates.